# BAP Coronel Bolognesi (1906)

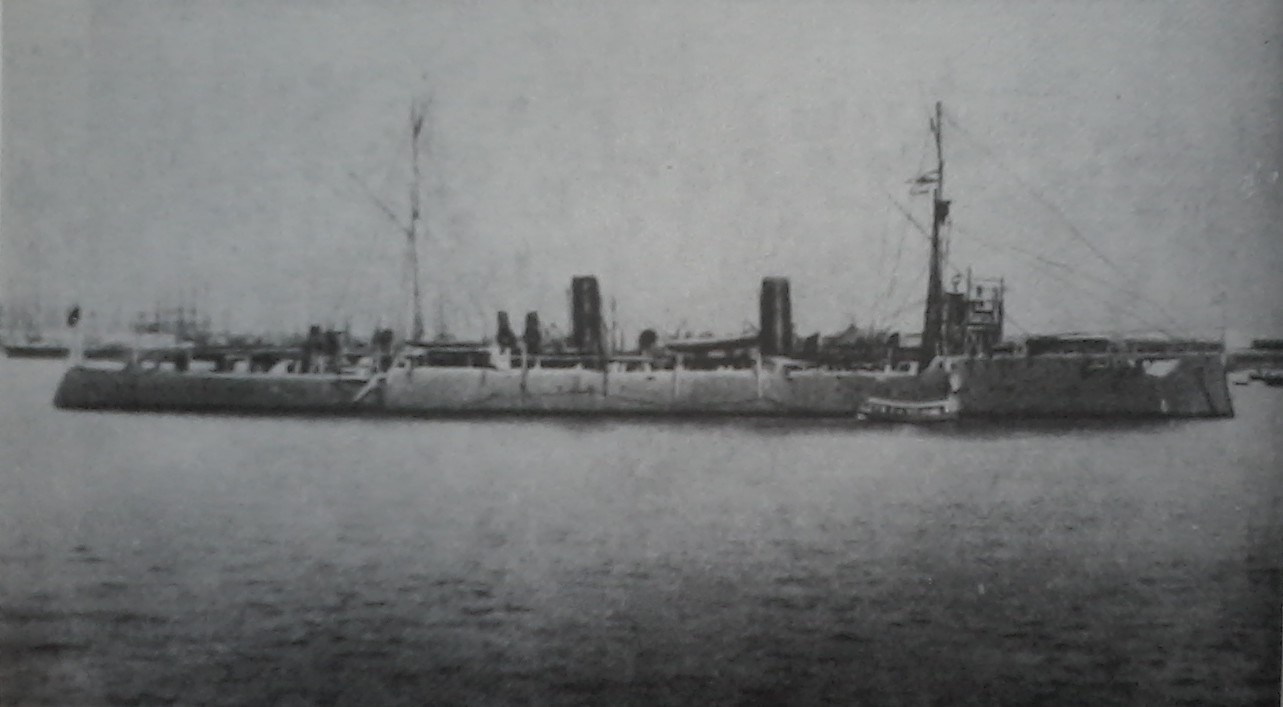
Vista del Crucero explorador B.A.P. "Coronel Bolognesi" 1º, adquirido por el gobierno del presidente Jose Pardo y Barreda en 1906.

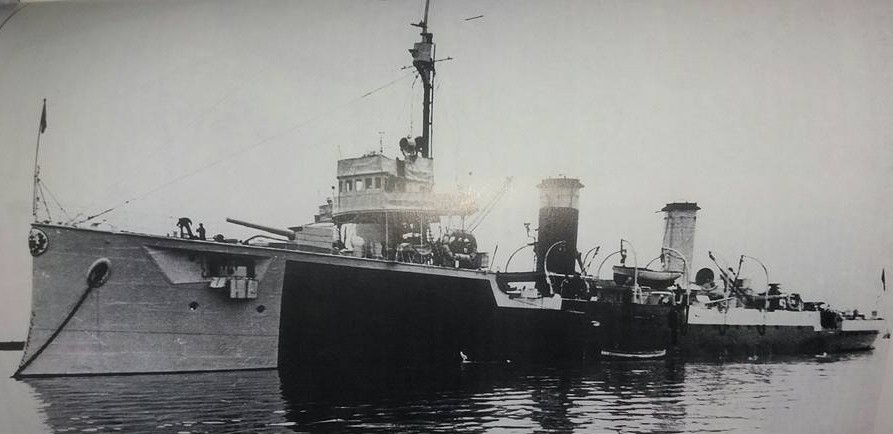
Crucero explorador B.A.P. "Coronel Bolognesi" 1º al ancla en Talara en 1942 y camuflado.

El BAP Coronel Bolognesi fue un crucero de la clase Scout/Almirante Grau que prestó servicio en la Marina de Guerra del Perú. Construido en Inglaterra fue la primera unidad naval peruana que llevó el nombre del Patrono del Ejército Peruano, el coronel Francisco Bolognesi, Gran Mariscal del Perú, último jefe peruano de la plaza de Arica, que luchó en la guerra del Pacífico.

## Datos históricos

### Antecedentes
En tiempos del gran mariscal Ramón Castilla la Marina de Guerra del Perú estaba considerada como una de las más poderosas de América, pero como consecuencia de la guerra del guano y del salitre los buques de guerra de la Marina de Guerra del Perú que quedaron desaparecieron debido a que fueron hundidos por sus tripulaciones para evitar que fueran capturados por el enemigo.
A fin de poner término a esta situación el Perú adquirió un par de transportes: el Vilcanota (1884) y el Perú (1885). En 1888, llegó al Callao el crucero Lima, adquirido durante el conflicto con Chile y que fuera retenido por Gran Bretaña. En los años siguientes se incorporaron los transportes Iquitos, Chalaco, Santa Rosa y  Constitución, sin embargo, ya entrado el siglo XX, varias de estas unidades fueron dadas de baja. También en esta época, el Perú tuvo que enfrentar conflictos con Chile y Ecuador, lo que motivó a las juntas patrióticas a recaudar dinero para adquirir nuevas unidades navales.

### Construcción y llegada al Perú
En 1904, el presidente peruano José Pardo y Barreda autorizó la adquisición de los dos cruceros gemelos, que llevarían los nombres de Almirante Grau y Coronel Bolognesi, encargándose a la empresa inglesa Vickers Sons Armstrong & Maxim Limited su construcción, la cual se llevó a cabo en los astilleros de Barrow-in-Furness.
El Coronel Bolognesi fue botado el 24 de septiembre de 1906, y zarpó en convoy junto al Almirante Grau al puerto del Callao, arribando el 10 de agosto de 1907.
El Coronel Bolognesi y su gemelo fueron durante muchos años el orgullo de la Marina peruana de guerra. Su construcción había sido supervisada por el contralmirante Melitón Carvajal Ambulodegui, que sería el artífice de la reconstrucción de la flota del Perú. Las dos unidades presentaban todavía muchos elementos del crucero protegido, pero eran más sólidas, estaban mejor artilladas y poseían mayor autonomía que los scouts (exploradores) británicos contemporáneos, ligeramente más lentos.
Los “Grau” resultaron ser óptimas unidades, aunque periódicamente tuvieron que ser sometidos a revisión y trabajos de mantenimiento, y durante medio siglo fueron los buques más representativos de la Marina peruana de guerra. De las diversas modernizaciones parciales a las que fueron sometidos durante su vida operativa, la más significativa fue la que se hizo en 1935 con el emplazamiento de varias armas antiaéreas. Durante la Segunda Guerra Mundial, el puente de mando fue reconstruido y se sustituyó el palo proel por uno trípode.

### Visita oficial a Chile

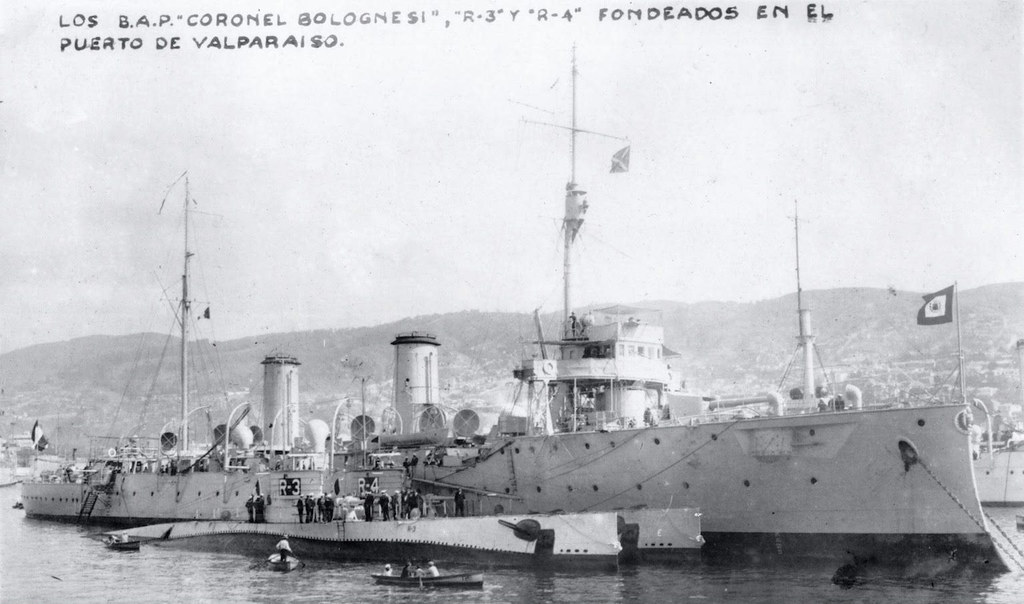
Fotografía del Crucero explorador B.A.P. "Coronel Bolognesi" 1º anclado en el puerto de Valparaíso junto a los submarinos R-3 y R-4 en la visita oficial a Chile en 1930.

En 1930, formó parte de la comitiva que partiría junto con el crucero Almirante Grau y los submarinos R-1, R-2, R-3 y R-4 hacia el puerto chileno de Valparaíso, en una visita oficial con motivo de la firma del Tratado de Lima que fuera suscrito entre Perú y Chile.

### Acciones navales

#### Campaña militar del nororiente de 1932
En 1932, el crucero recibiría su bautismo de fuego, al intervenir en el conflicto con Colombia, junto a los submarinos R-2 y R-3, bloqueando la costa del Pacífico de Colombia, obligando a este país a crear una base de hidroaviones en Buenaventura y otra en Cartagena de Indias. Allí también se enfrentó a mercenarios contratados por el Estado colombiano.

#### Campaña militar del norte y del nororiente de 1941
Al estallar el conflicto con Ecuador en 1941, este crucero, junto con el destructor Almirante Villar, se hallaba anclado en el puerto del Callao, dirigiéndose el 7 de julio hacia el puerto de Salaverry, incorporándose al teatro de operaciones el 9, para luego, entre los días 10 y 13 de julio, escoltar, junto al destructor Almirante Villar, al convoy compuesto por los transportes Mantaro e Ireland de la Compañía Peruana de Vapores, y el petrolero Pariñas (que se había incorporado a la Escuadra), que desde el Callao se dirigía hacia el norte transportando tropas y pertrechos para el Ejército peruano que se hallaba en el Teatro de Operaciones del norte. 
Con su base en Puerto Pizarro, realizó patrullajes frente al canal de Jambelí y bombardeó Punta Jambelí y Puerto Bolívar a fin de preparar al avance peruano sobre El Oro. 
Debido al total repliegue de las naves ecuatorianas hacia Guayaquil, y considerando que en el frente marítimo ya no existía amenaza alguna, la Escuadra decidió replegar progresivamente sus unidades al Callao, habiendo el Coronel Bolognesi llegado al primer puerto el 24 de agosto.

### Baja
Tras más de 50 años de servicios, fue dado de baja en 1958 junto a su gemelo, el Almirante Grau.

### Buques de la clase
BAP Almirante Grau